# 林美都子
林 美都子（はやし みつこ、1968年4月3日 - ）は日本の防衛官僚。防衛省大臣官房審議官(防衛書記官)、 外務省軍縮・不拡散科学部審議官（大使）を経て、防衛省大臣官房審議官兼情報本部副本部長。

## 来歴
東京都出身。東京大学法学部第二類卒業。1992年に自衛隊がPKO活動に行くのを聞き、新しく変わっておもしろい役所と思い、1993年 第一希望で防衛庁に入庁。2002年には陸上自衛隊の予算を担当。東ティモールのPKOのために64億円位の補正を確保し、民間のトラックやショベルなど、活動に必要なものを購入した。
2021年に大臣官房審議官に任命され、九州防衛局長を務めた廣瀬律子に続き、防衛省で2人目の女性指定職となった。

## 略歴
1993年　防衛庁入庁
2009年8月　防衛省地方協力局地方協力企画課
2009年9月　兼 地方協力局地方調整課（2010年9月まで）
2011年4月　地方協力局地方協力企画課企画調整官
2011年8月　外務省在英国日本国大使館 参事官
2014年8月　防衛省大臣官房企画官
2015年10月01日　防衛省大臣官房参事官
2017年08月01日　防衛装備庁装備政策部国際装備課長
2020年09月11日　統合幕僚監部首席参事官
2021年07月01日　防衛省大臣官房審議官(防衛書記官)(併)統合幕僚監部付(防衛事務官)
2022年07月01日　大臣官房審議官
2023年04月21日　国家功労勲章受勲
2023年07月04日  外務省総合外交政策局軍縮・不拡散科学部審議官〔大使〕
2025年08月01日  防衛省大臣官房審議官(防衛書記官)兼情報本部副本部長(防衛事務官)